# نیکولاس کمر

نیکلاس کمر در جوانی

نیکلاس کمر (به انگلیسی: Nicholas Kemmer) (زاده ۷ دسامبر سال ۱۹۱۱ -مرگ ۲۱ اکتبر ۱۹۹۸) فیزیکدان هسته ای بریتانیایی روسی‌تبار و برنده جایزه نوبل فیزیک، که نقش اساسی و پیشرو در برنامه هسته ای انگلستان بازی می‌کرد، و به عنوان استاد عبدالسلام شناخته شده‌است.

## تحصیلات
فیزیکدان نیکلاس کمر نزد ماکس بورن، ورنر هایزنبرگ و ولفگانگ پائولی آموزش دیده بود. در سال ۱۹۳۳ از دانشگاه گوتینگن مدرک لیسانس فیزیک را اخذ کرد. تنها سه سال بعد در سال ۱۹۳۶ موفق به اخذ دکترا شد. در خلال سالهای دانشجویی بود که کمر روابط دوستانه ای با ولفگانگ پائولی که استاد دانشگاه ETH (مؤسسه فدرال تکنولوژی) بود، برقرار کرد. پائولی به رسواکننده ای مردم عادی را احمق می‌پنداشت و با آنها بی ادبانه برخورد می‌کرد، اما در مورد کمر، رفتار او کاملاً محترمانه بود.

## کارهای علمی
نیکلاس کمر اکتشافات متعددی در الکترودینامیک و فیزیک اتمی نظری انجام داده‌است، از جمله کاری در خلال جنگ جهانی دوم در پروژه لوله آلیاژ، که معادل محرمانه بریتانیا از پروژه منهتن آمریکا بود.

## نبوغ
پروفسور سر مارتین ریس، ستاره‌شناس انجمن سلطنتی در وصف کمر می‌گوید: «او واقعاً یک ریاضیدان فوق العاده باهوش بود و کسانی که از او آموزش دیدند یا مقالات او را خواندند، در هر دو طرف اقیانوس اطلس، او را به یاد خواهند سپرد.»